# Palacios del Pan
Palacios del Pan ist ein nordwestspanischer Ort und eine Gemeinde (municipio) mit 240 Einwohnern (Stand: 2024) im Osten der Provinz Zamora der Autonomen Gemeinschaft Kastilien-León. 

## Lage
Palacios del Pan liegt in der kastilischen Hochebene in einer Höhe von etwa 715 m. Der Río Esla begrenzt die Gemeinde im Westen. Das Stadtzentrum der Provinzhauptstadt Zamora ist nur etwa 16 Kilometer (Fahrtstrecke) in südöstlicher Richtung entfernt. Das Klima im Winter ist durchaus kalt, im Sommer dagegen warm bis heiß; die eher spärlichen Regenfälle fallen verteilt übers ganze Jahr.

## Bevölkerungsentwicklung
| Jahr      | 1970 | 1981 | 1991 | 2001 | 2011 | 2021 |
| Einwohner | 394  | 322  | 285  | 240  | 266  | 252  |